# Diasemiodes
Diasemiodes is een geslacht van vlinders van de familie van de grasmotten (Crambidae), uit de onderfamilie van de Spilomelinae. De wetenschappelijke naam voor dit geslacht is voor het eerst gepubliceerd in 1957 door Eugene Gordon Munroe.

## Soorten
- Diasemiodes eudamidasalis (Druce, 1899)
- Diasemiodes janassialis (Walker, 1859)
- Diasemiodes nigralis (Fernald, 1892)
- Diasemiodes picalis (Hampson, 1897)